# Gevær M. 1889
Gevær M. 1889 var den danske hærs primære infanterivåben fra 1889 til 1950. Geværet var en repeterriffel kaliber 8 mm og med magasin til 5 patroner. Geværet var opbygget på grundlag af det norske Krag-Jørgensen system. Det blev i Danmark fremstillet af Geværfabrikken Kjøbenhavn indtil 1910 og derefter af Hærens Tøjhus indtil 1923. Geværet var indtil 2. Verdenskrig teknisk på højde med de fleste andre geværer, der var i brug i Europa. Det var karakteriseret ved sin store længde på 133 cm, som medførte, at det havde en stor træfsikkerhed, også på større afstande, men som samtidig betød, at det var forholdsvis tungt og mindre håndterligt. Der blev bygget flere korte karabin-versioner af geværet, ligesom en del af de lange geværer i 1930´erne blev ombygget til karabiner. Det lange gevær blev fremstillet i alt i godt 120.000 eksemplarer. I løbet af den tyske besættelse af Danmark overtog Wehrmacht hele beholdningen af danske håndvåben. I de første år efter besættelsen benyttede den danske hær hovedsagelig britiske og svenske håndvåben, men den egentlige afløser for Gevær M. 1889 blev fra 1950 Garand-geværet, der kom til Danmark som en del af Marshall-hjælpen.